# Весоловський Богдан Остапович
Іван-Богдан Весоловський (30 травня 1915, Відень — 17 грудня 1971, Монреаль
) — український пісняр, композитор, акордеоніст. Увійшов в історію музичного Львова як композитор легкого жанру.

## Життєпис
Народився у Відні 31 травня 1915. Після Першої світової війни родина переїхала до Стрия. Навчався на юридичному факультеті Львівського університету та у Вищому музичному інституті імені Миколи Лисенка. Також закінчив Консульську академію у Відні. Знав кілька іноземних мов.

Богдан Весоловський та «Ябцьо-джаз» у Черче

Капела «Ябця». Зліва направо: Степан Гумінілович, Анатоль Кос, Леонід Яблонський, Богдан Весоловський

Почав писати музику з 16 років, у 22-річному віці написав одну зі своїх найпопулярніших пісень — «Прийде ще час». Уже перші музичні твори принесли Богданові Весоловському славу. У 1930-х роках разом зі скрипалем Леонідом Яблонським (Ябцьом) і акордеоністом Анатолем Кос-Анатольським входив до складу популярної на той час молодіжної «Джаз-капели Яблонського» («Ябцьо-Джаз»; солісткою була Ірина Яросевич). Джаз-капела мала неабиякий успіх на вечірках львівської молоді міжвоєнного періоду, зокрема на корпоративних балах.
Здобувши освіту, у грудні 1938 року виїхав до Закарпаття для участі в розбудові Карпатської України. Після поразки карпатських січовиків емігрував до Відня, де згодом побрався з Оленою Залізняк.
У Відні під час Другої світової війни разом з композитором Андрієм Гнатишиним опрацьовував ноти українських народних пісень для видавництва Бориса Тищенка.
У роки війни у подружжя Весоловських народилися двоє синів. 1949 року за допомогою української громади Канади сім'я переселилася до цієї країни. Решту життя працював в українській редакції Міжнародного радіо Канади в Монреалі.
Наприкінці 1960-х років йому дозволили за канадсько-радянським обміном відвідати Україну. Тоді він побував у Львові, зустрівся зі своїм родичем Остапом Охримовичем, побував на могилі Тараса Шевченка у Каневі. Повернувшись до Канади, невдовзі помер (17 грудня 1971). Через 20 років дружина виконала його заповіт — урну з прахом Богдана Весоловського поховали у Стрию в родинному гробівці.

## Сім'я
- Батько Остап Весоловський — народився 20 вересня 1872, с. Чесники, помер 1 березня 1929, Стрий
- Мати Марія Охримович (Весоловська) — народилася 28 серпня 1884, с. Грабовець, померла 24 липня 1948, Дрогобич, похована у Стрию.
- Дружина Олена Весоловська (Залізняк), нар. 1917, шлюб 27 лютого 1941, Відень[3]
- Син Остап, нар. 12 липня 1941, Відень[3]
- Син Юрій, нар. 13 жовтня 1944, Відень[3]
- Тесть Залізняк Микола Кіндратович
- Теща Залізняк-Охримович Олена Юліанівна

## Творча спадщина композитора
За словами пісняра, безпосереднім поштовхом, який виявив його композиторський хист, було те, що бракувало української розважальної музики. На той час домінувала польська музика. Конкурувати з нею можна було тільки якістю.
Пісенна спадщина композитора нараховує понад 130 творів. У першому (львівському) періоді творчості вони написані, в основному, в жанрі танго, фокстроту, легкого вальсу. Змістом віршових текстів цих пісень була переважно любовна лірика. У наступні роки пісні набули яскравого громадянського звучання («Лети, тужлива пісне» та «Чар карпатських гір»).
У післявоєнні роки у Канаді були випущені платівки з піснями Весоловського.
В Україні також виконували його пісні, але як твори «невідомого автора». Зі сцени кілька пісень зазвучали лише наприкінці 1980-х років у виконанні гурту «Львівське ретро».
1998 року вийшов диск із записом 15 пісень Б. Весоловського у виконанні співака Остапа Зорича. Заходами О. Зорича за фінансової підтримки Лідії Матіяшек-Чорної також зняли 4 відеокасети спогадів Олени Весоловської про її чоловіка.
У 2001 році за участі дружини композитора Олени Весоловської (Залізняк) була видана перша збірка пісень Весоловського, до якої увійшло 56 творів.
Наступний крок у поверненні творчої спадщини Весоловського до України зробив Олег Скрипка, який на основі знайдених в Торонто музичних матеріалів композитора записав два альбоми «Серце у мене вразливе…» (2009) і «Жоржина» (2011).
Мелодія Б. Весоловського була використана для музичного оформлення документального фільму Ю. Луканова «Три любові Степана Бандери».

## Танго«Прийде ще час»
До найпопулярніших пісень композитора належить танго «Прийде ще час»:
Ще раз поглянути на тебе,
З тобою стрінутись ще раз,
У вечір, як зірки засяють в небі,
В осінній вечір, як тільки день погас.
Ще раз піти удвох з тобою,
За руки взявшись, як колись,
В гаях стежками осінню сумною,
де перший раз ми давно зійшлись…
Приспів:
Прийде ще час, коли затужиш ти за мною,
Прийде ще час, коли згадаєш наші дні,
Може, тоді любов ти зрозумієш мою,
І, може, за ту любов вдячна будеш мені.
Поглянути у твої очі
І слухати слова твої,
У сяйві місяця літньої ночі
Послухать ще, як співають солов'ї.
Невже лише це тільки мрія?
Невже лише це тільки сни?
Чому, чому пропала вся надія,
зів'яла так, мов квіт навесні
Приспів.

## Вшанування
- 2010 — у Стрию на будинку, де проживав Богдан Весоловський (просп. Чорновола, 11), відкрито меморіальну дошку
- 2013 — виходить книга посла України в Канаді Ігоря Осташа: Ігор Осташ. Бонді, або повернення Богдана Весоловського. — Ред. Марина Гримич. — К.: «Дуліби», 2013. — 328 с. — ISBN 978-966-8910-73-9
- 2015 — відзначення 100-ліття з дня народження Богдана Весоловського.
- 2015 — започатковано щорічний Міжнародний фестиваль української ретро-музики імені Богдана Весоловського.
- 2016 — низка концертів за творчістю Б. Весоловського, зокрема, у Полтаві, Києві, Львові.
- 2022, 15 жовтня — у Національному драматичному театрі імені Марії Заньковецької відбулась прем'єра вистави «Львівське танго» про життя і творчу діяльність Весоловського[10]. Також у виставі висвітлена політична діяльність музиканта та його історія кохання.

## Дискографія

### Альбоми
- Альбом пісень / (Album of songs)
- Як тебе не любити / (Yak tebe ne lubyty and other songs Ukrainien) — 12 творів
- Мрії / (Dreams)
- Зірка / (The Stars)
- Верба / (The Willow)